# ホンダポイント遭難事件

現場南部区域の空撮写真（水上機母艦「アルーストック」搭載機から撮影）。写っている艦は「デルファイ」（左の小さな入江で転覆）、「ヤング」（中央左で転覆）、「チョウンシー」（「ヤング」の前方に正立して座礁）、「ウッドバリー」（中央右の岩礁に乗り上げ）、「フラー」（岩礁の右に乗り上げ）。

ホンダポイント遭難事件（ホンダポイントそうなんじけん、Honda Point Disaster）は、アメリカ合衆国カリフォルニア州のロンポク沖合で発生した海難事故。アメリカ海軍にとって平時に起きたものとしては最大の損失となった。
1923年9月8日の21時過ぎ、20ノットで航行していた14隻の駆逐艦のうち7隻が艦位測定の誤りによりホンダポイント（サンタバーバラ海峡北口から3～4kmのカリフォルニア沿岸）で次々に座礁・沈没した。他に2隻が座礁したが、自力で岩礁から離脱した。23名の乗員がこの事故で死亡した。

## ホンダポイントの地理
ホンダポイント（またはペダーナルズポイント）周辺は、中部カリフォルニアの船乗りたちにとって、航海上の難所として知られていた。およそ400mにわたって「悪魔の顎」と呼ばれる一連の岩礁（その一つは今日、「駆逐艦岩（Destroyer Rock）」と呼ばれている。）が断続的に露頭しており、1500年代に初めてスペインの探検隊が訪れた時から既に航海の難所とされていた。しかし一方で、大陸岸とチャンネル諸島の間、幅20～40kmほどのサンタバーバラ海峡への入口でもあった。この海峡は南カリフォルニアの諸港を行き来する船が近道としてよく利用していたが、時には危険な場所となった。
海峡を通り抜けようとする船乗りにとって問題となるのは、ここが西海岸において最も風の強い場所の一つであるということだった。危険なほどの風や波によって、通過船がサンミゲル島の小さな港に避難しなければならないことも多く、波高6～9m以上にもおよぶ波のためにサンタバーバラ、ヴェントゥーラ、ポートワイニーミ、オックスナードの諸港が一時的に閉鎖されることもしばしばであった。海峡入口の地形は、太平洋の嵐のうねりを海峡に吸い込む渦のように作用している。最も危険な地域はペダーナルズポイントの東から、南に面した荒れ果てた海岸（その多くは現在、ロケット発射場のあるヴァンデンバーグ空軍基地の一部をなしている）に沿い、サンタイネスヴァレーから下る国道101号線が海岸に出会うガビオタクリークに至るまでの範囲である。そこでは、船は陸に向かって吹きつけられ、あるいは夏の中部カリフォルニア沿岸で頻繁に発生する濃霧に包まれる。そして自らの位置を見失った船は簡単に座礁してしまう。

## 遭難事件
1923年9月8日の夜、第11駆逐艦戦隊（Destroyer Squadron 11, 略称DESRON 11）の14隻の駆逐艦はサンフランシスコ湾からサンディエゴ湾まで、針路を南に取って進んでいた。駆逐隊司令のエドワード・H・ワトソン大佐は、先頭艦である駆逐艦「デルファイ」に坐乗しており、戦隊を構成するのはすべて艦齢5年以内のクレムソン級駆逐艦だった。第11駆逐艦戦隊は21時、東に転針して95度の進路を取り、サンタバーバラ海峡に向かおうとしていたと考えられている。
第11駆逐艦戦隊はこのとき、推測航法（針路と、スクリューの回転数から計算される速度によって艦位を推定する）で航行していた。当時、無線による航法支援システムは揺籃期にあり、完全に信頼できるものではなかった。司令駆逐艦である「デルファイ」は無線航法装置を装備していたが、これで得られる艦位は無視された。また、測深も行われなかった。測深を行うには減速しなければならなかったからである。駆逐隊は戦時を想定した訓練を行っており、減速はしないことと決めていた。しかし、このとき推測航法で得ていた艦位には誤差があり、それが致命的な結果を招いた。
同じ日の早い時刻、郵便船「キューバ」が近くで座礁していた。サンタバーバラ海峡で連続して起きた座礁事故について、前の週（9月1日）に起きた関東地震によって海流が変わったせいではないかと考える者もいる。

### 被害状況
沈没

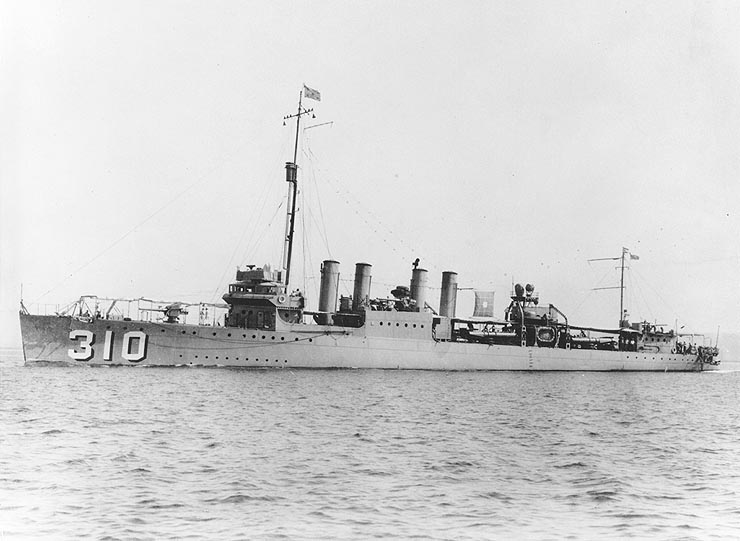
S・P・リー（DD-310）

- デルファイ（DD-261） -  司令駆逐艦・先頭艦。20ノットで岸に乗り上げた。座礁後に「デルファイ」が鳴らした警笛によって、後続艦のいくつかは難を免れることができた。3名が死亡。「デルファイ」にはユージン・ドーマン（ワトソン司令と日本で知り合った国務省の日本専門家）がワトソン司令の賓客として乗艦していた。
- S・P・リー（DD-310） - 「デルファイ」の後ろ200～300mを航行。「デルファイ」が停止したのを見て左舷に変針し、自らも海岸に乗り上げてしまった。
- ヤング（DD-312） -  変針せず。暗礁によって船殻を破られ、浸水のために数分のうちに右舷側に転覆。乗員20名が死亡した。
- ウッドバリー（DD-309） -  右舷に変針したが、沖側の岩礁に乗り上げる。
- ニコラス（DD-311） -  左舷に変針し、露頭に衝突。
- フラー（DD-297） -  「ウッドバリー」に追突。
- チョウンシー（DD-296） -  転覆した「ヤング」の船体上の乗員を救助しようとして座礁。

損傷
- ファラガット（DD-300） - いったんは座礁したが、自ら離礁することができ沈没を免れた。
- サマーズ（DD-301） - 損傷。

以下の5隻は座礁・損傷を免れた
- パーシバル（DD-298）
- ケネディ（DD-306）
- ポール・ハミルトン（DD-307）
- ストッダート（DD-302）
- トンプソン（DD-305）

### 軍法会議

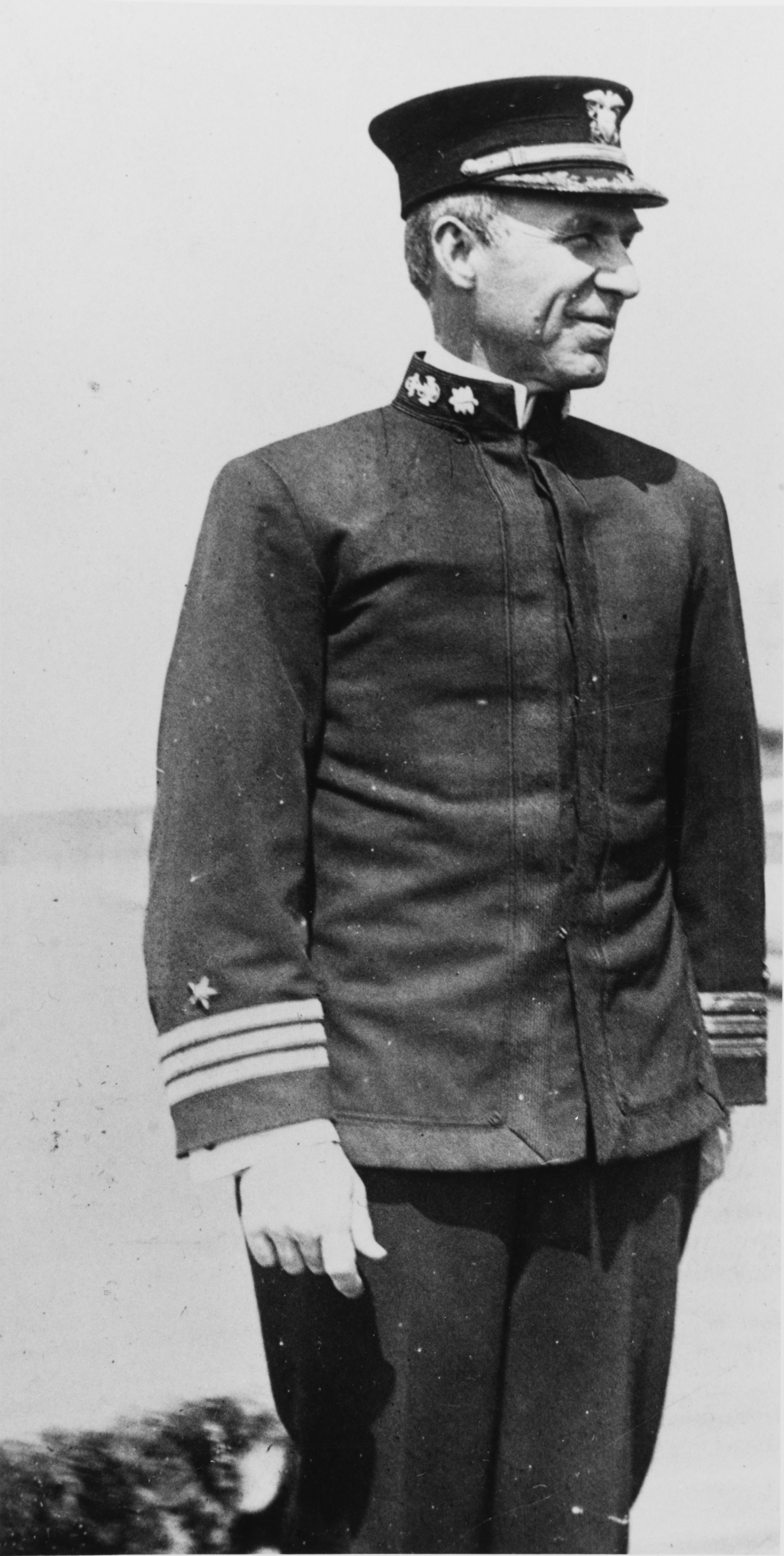
E・H・ワトソン大佐（1915年、中佐当時）

海軍の軍法会議は最終的に、この事件の原因は、ワトソン司令、および司令駆逐艦「デルファイ」の航海長の過失にあると結論づけた。一方で、たとえ艦隊運動の一部を構成している場合であっても、艦についての最終責任はその艦長にあるという海軍の伝統にのっとり、各艦の艦長にも責任ありとした。

### 現在のホンダポイント
ホンダポイント（ペダーナルズポイントとも呼ばれる）は、ロンポク郊外に位置し、ヴァンデンバーグ宇宙軍基地の一部となっている。現地には記念碑が置かれている。

## 参考資料
- Anthony Preston Destroyers (1998)
- Elwyn Overshiner Course 095 To Eternity (1980)
- Charles Hice The Last Hours Of Seven Four-Stackers (1967)
- Charles A. Lockwood Tragedy At Honda (1960)